# Faloodeh
El faloodeh, originalment palodeeh o pālūde, és un sorbet pèrsic fet amb fideus prims congelats amb maizena, aigua de roses, suc de llimona i sovint amb festucs. Són unes postres tradicionals de l'Iran i l'Afganistan. Va ser portat al subcontient indi durant el període de Mughal. El faloodeh de Siraz és famós.
El faloodeh és una de les primeres formes de postres congelades; ja existia l'any 400 aC. El gel era portat de les muntanyes altes i emmagatzemat en edificis alts refrigerats anomenats yakhchals, on es mantenien freds mitjançant captadors de vent.
També hi ha una beguda anomenada faloodeh, però és feta utilitzant altres ingredients.